# Hermann Wiesmann
Hermann Wiesmann SJ (* 16. Mai 1871 in Rapen bei Datteln; † 14. November 1948 in Frankfurt am Main) war ein römisch-katholischer Geistlicher und Alttestamentler.

## Leben
Er trat am 30. September 1890 bei den Jesuiten ein und wurde am 25. August 1901 zum Priester geweiht. Von 1928 bis zur Emeritierung 1937 war er Professor für alttestamentliche Exegese an der Philosophisch-Theologischen Lehranstalt Sankt Georgen.
Wiesmann fungierte als Herausgeber des Werkes Die Psalmen nach dem Urtext, das von dem Jesuiten und Bibel-Exegeten Johann Konrad Zenner († 1905) verfasst worden war. Das Werk erschien in einer zweisprachigen Ausgabe hebräisch/deutsch 1906/1907 in zwei Teilen in Münster. Am Schluss seiner Rezension in der Theologischen Revue schrieb Michael Faulhaber: „Der Kommentar wird Schule machen!“ Der erste Teil („Übersetzung und Erklärung“) wurde per Dekret der Glaubenskongregation vom 8. August 1911 auf den Index gesetzt.

## Schriften (Auswahl)
- Das Buch der Sprüche. Bonn 1923, OCLC 932165214.
- Die Klagelieder. Frankfurt am Main 1954, OCLC 1072823382.